# Barnlitteratur
| Barnlitteratur |
| --- |
| Alice i underlandet är en av de mest kända barnböckerna, skriven av Lewis Carroll, illustrerad av John Tenniel. - Betydelse – litteratur riktade till barn - Bakgrund – Orbis Pictus (första bilderboken för barn), sagor - Relaterade begrepp – ungdomslitteratur (för äldre barn, från ca 13 år) |

Barnlitteratur är böcker som utges speciellt för barn, antingen med tanke på högläsning eller med syfte att barnet själv ska läsa. Bilderböcker exempelvis är ofta barnlitteratur. Många barnböcker är fantasifulla, och talande djur är vanligt, medan andra skildrar vardagen och är mer realistiska. Läroböcker räknas vanligen inte som barnlitteratur, däremot både böcker direkt skrivna för barn och bearbetade vuxenböcker. För äldre barn finns ungdomslitteratur.

## Grundläggande karaktärsdrag

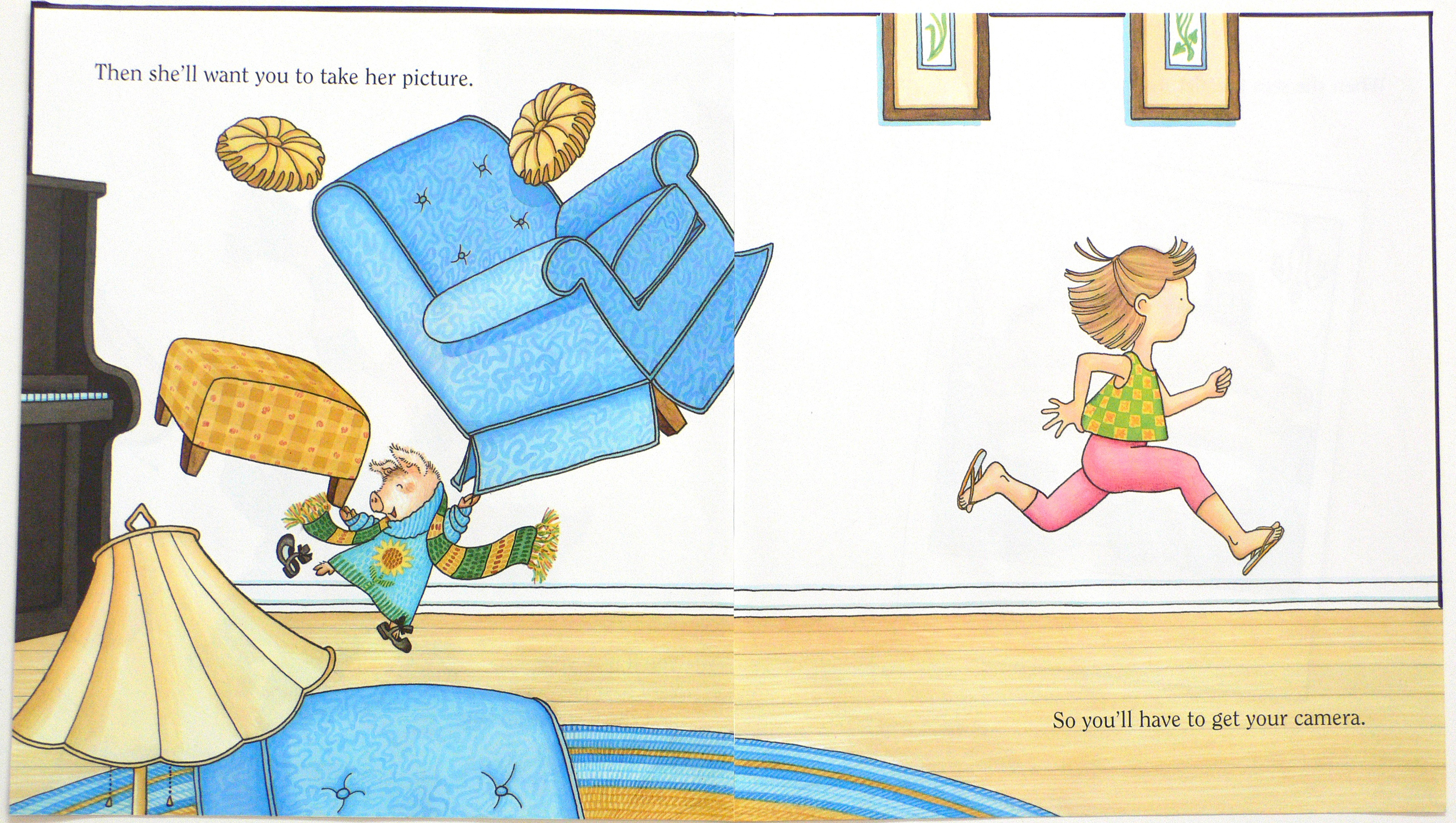
Barnböcker som riktar sig till mindre barn består av korta texter.

### Text och tematik
Barnboken har traditionellt legat nära pedagogiken och uppfostran, även om senare tiders barnlitteratur frångår detta till förmån för mer estetiska hänsyn. Omfattningen på texterna är kortare än i vuxen- och ungdomslitteratur, delvis repetitiv, enklare i stilen, och med optimistiska slut. Men det finns också mer problematiserande texter även inom barnlitteraturen. Generellt sett beror längden också på läsarens ålder och läsutveckling.

Barnlitteratur har ofta många illustrationer.

### Illustrationer
Barnböcker är ofta illustrerade, på ett sätt som sällan förekommer i litteratur tänkt för vuxna. En tumregel är att ju yngre läsaren är desto mer utrymme ägnas åt bilderna.
Många författare arbetar med en föredragen artist som illustrerar författarens ord.

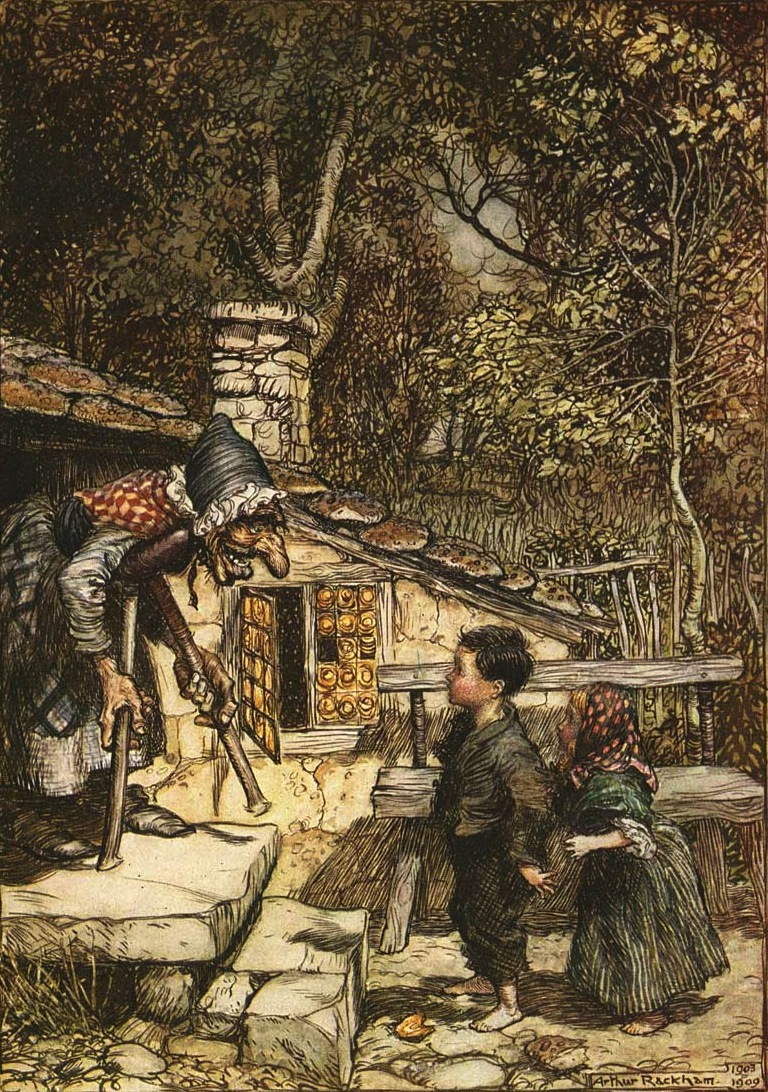
Hans och Greta, nedtecknad av Bröderna Grimm.

### Rollfigurer
De rollfigurer som skildras i barnböcker är ofta barn eller djur. En stor undersökning av böcker publicerade mellan 1900 och 2000 visade att barnlitteratur oftare har manliga (57 %) än kvinnliga (31 %) rollfigurer som huvudperson, även om ojämlikheterna jämnas ut närmare slutet av perioden.

### Genrer
Begreppet barnlitteratur har flera undergenrer, med delvis olika målgrupper:

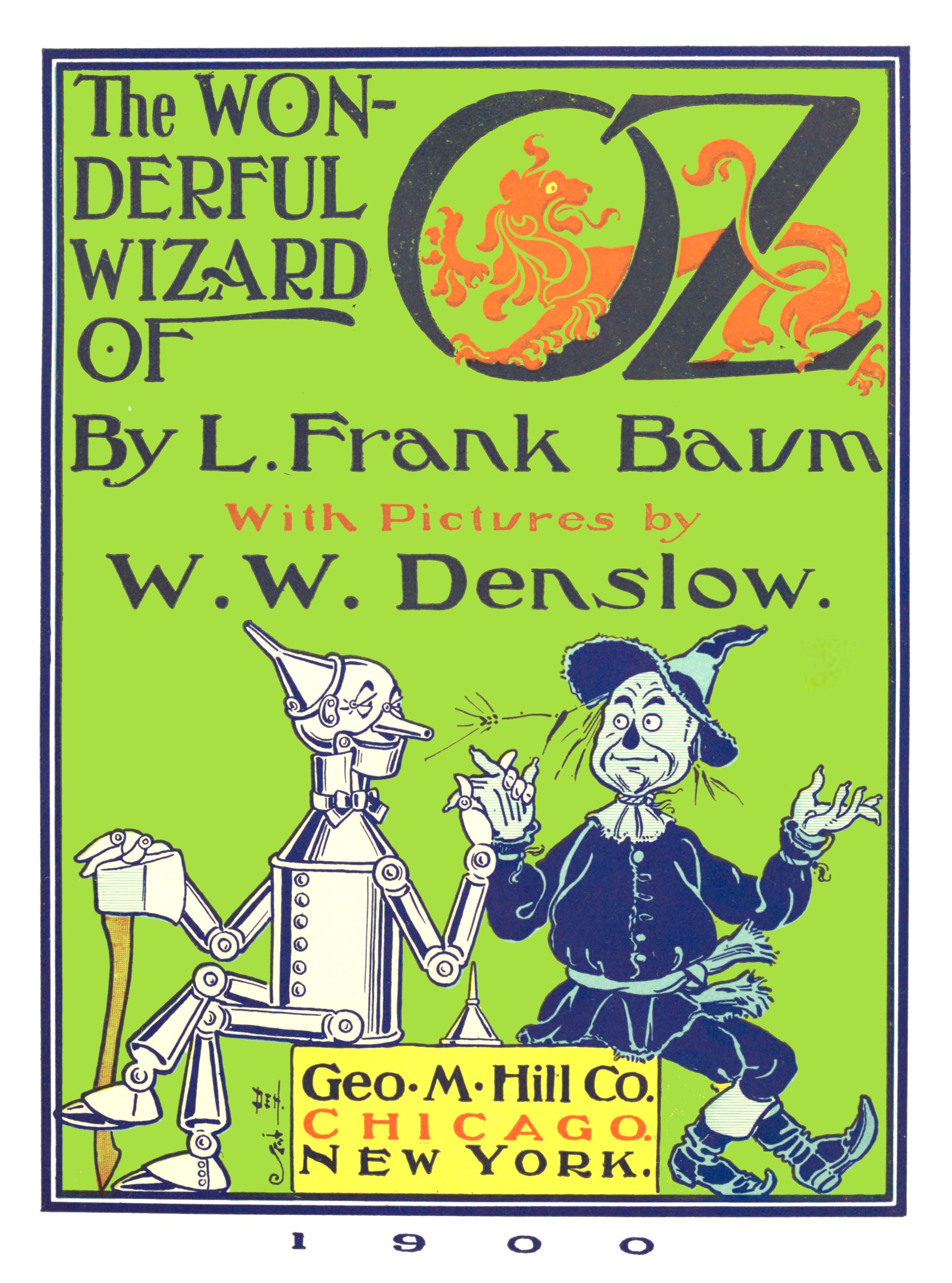
Trollkarlen från Oz är första boken i serien om landet Oz.

| ”                                                       | Barnboken rymmer och har rymt ett flertal genrer, genrer som är unika och knappast återfinns inom vuxenlitteraturen: skolskildringar, texter avsedda för enbart det ena könet såsom pojk- respektive flickböcker, religiösa propagandatexter, folk- och konstsagor, s.k. taktila böcker avsedda för små och för blinda barn, tolkningar och återberättelser av myter och legender. Därtill kommer bilderböcker, vilka utgör en särskild kategori som bör särskiljas från illustrerade böcker. | „ |
| – Lena Kåreland, Barnlitteraturens utveckling i Sverige | |   |

### Bokserier
Framgången i att skriva barnböcker får ofta författaren att fortsätta historien i en uppföljare, eller till och med en hel serie böcker. Vissa böcker är redan från början serier: J. K. Rowling har klarlagt att hon från början tänkte skriva sju böcker om Harry Potter, och en del författare, som Enid Blyton och R.L. Stine, skrev enbart böcker i serier.
I flera fall har bokserierna överlevt sina författare. Antingen hyrde utgivaren in nya författare för att fortsätta serien efter originalförfattarens död (detta hände när man hyrde in Ruth Plumly Thompson för att fortsätta Oz-böckerna). Eller så användes författarens namn som ett varumärke för bokserierna, som med Franklin W. Dixon och Bröderna Hardy-böckerna, liksom med Carolyn Keenes Kittyböckerna). 

## Historia

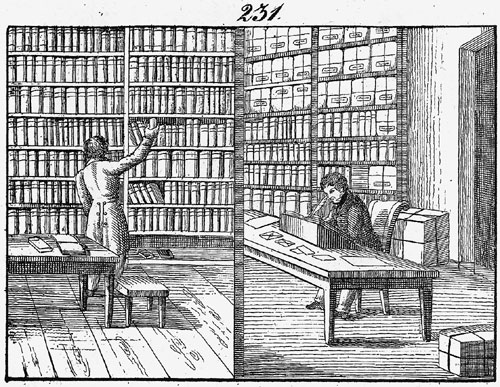
Orbis Pictus anses vara den första bilderboken, och är skriven av Johan Amos Comenius.

På grund av svårigheten i att definiera barnlitteratur är det också svårt att säga när barnlitteratur som genre tog sin början. 1658 skapade Johan Amos Comenius den informativa bilderboken Orbis Pictus, vilket anses vara den första bilderboken skapad för barn. John Newberys publikation av A Little Pretty Pocket-Book 1744, såld med en boll till pojkar och en nålkudde till flickor, kan ses som en början till nöjesläsandet för barn. Vad gäller folksagorna så skrev Bröderna Grimm ner många sagor, som tidigare hade traderats muntligt, i början av 1800-talet. Innan Newbery var litteratur för barn till för att uppfostra och instruera barn om hur de skulle leva, även om det fanns en hel del muntlig berättelse för barn och vuxna; och många berättelser blev senare betraktade som olämpliga för barn, som till exempel sagorna av Charles Perrault (Gåsmors sagor). Vidare fanns litteratur som inte var skriven med barn i tankarna som de vuxna ändå gav till barnen. Bland de äldsta exemplen på detta finns Thomas Malorys Morte D'Arthur och Robin Hood-berättelserna.
Upplysningstiden var ett startskott för barnlitteratur och i och med Rousseaus Émile eller om uppfostran och John Lockes Some Thoughts Concerning Education blev det vanligare med böcker skapade för barn, dock med en moralisk uppfostringsbaktanke i de flesta verken, att barnen skulle bli så bra samhällsmedborgare som möjligt. På den här tiden började man också att skriva om böcker så att de passade både vuxna och yngre, vilket Robinson Crouse av Daniel Defoe är ett bra exempel på, då man gjorde om den till en barnversion bara något år efter att originalet skrivits.
När upplysningen senare gick över i romantiken började sagorna ta över mer och mer, och man började låta fabler ta mer plats i barnens läsande. En av dem som revolutionerade barnboken denna epok och sedan blev stilbildande, var Anna Laetitia Barbauld, som dels utgav böckerna med större bokstäver än vad var vanligt, dels skapade ett särskilt tilltal som riktade sig till barn. Hon fick många efterföljare i den brittiska barnboksgenren.

I Sverige firades barnbokens 400-årsjubileum 1991. Arrangörerna menade att den första svenska barnboken var Een sköön och härligh jungfrw speghel som översattes från Conrad Portas tyska originalversion av Laurentius Johannes. En del kritik har riktats mot denna uppfattningen, bland annat menar Ingrid Nettervik att boken inte ens är svensk från början, och dessutom inte alls är särskilt skönlitterär, utan snarare en lärobok om hur man ska leva

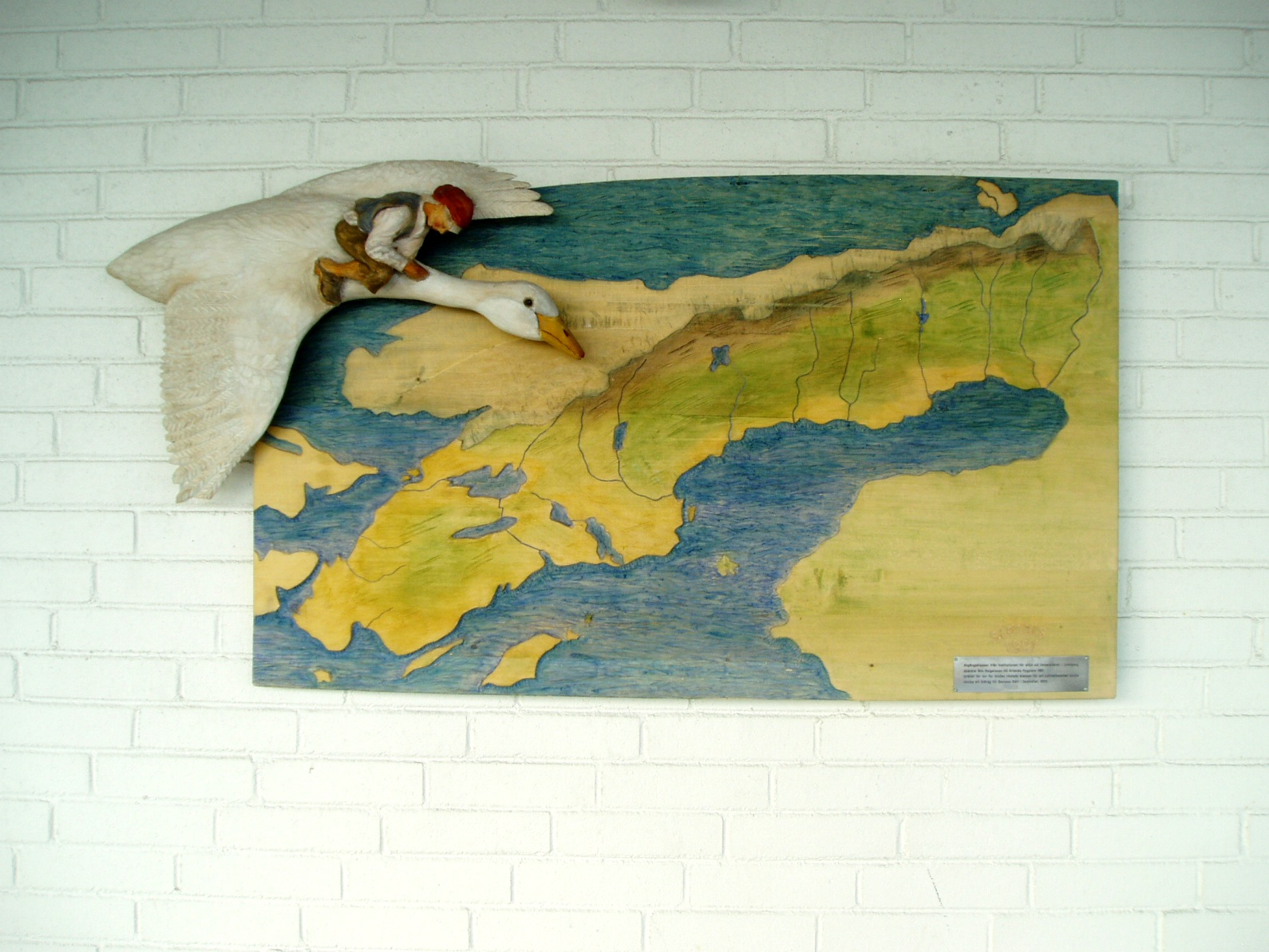
Nils Holgerssons underbara resa genom Sverige är skriven av Selma Lagerlöf, och en av hennes få barnböcker.

### 1800-talets barnböcker
Sveriges införande av obligatorisk folkskola i mitten av 1800-talet gjorde att läskunnigheten kunde spridas till lägre åldrar och samhällsklasser. När Selma Lagerlöf gav ut boken Nils Holgerssons underbara resa genom Sverige kunde barnen dessutom lära sig om Sveriges geografi, samtidigt som de läste.
I början av 1900-talet började barnlitteraturen för första gången räknas som en egen genre, något som resulterade i att barnlitteraturen fick egna tidningar, såsom Horn Book Magazine, Junior Bookshelf, Barn och kultur (tidigare Skolbiblioteket) och Opsis Kalopsis. Vidare introducerades flera priser under 1900-talet, såsom Newberymedaljen, Carnegiemedaljen, Guardian Award, Deutscher Jugendliteraturpreis och de svenska Nils Holgerssonplaketten och Elsa Beskow-plaketten. International Board on Books for Young People delar ut Hans Christian Andersen-medaljen också.
I och med att olika sociala rörelser fick fäste i början av 1800-talet skrevs även barnböcker om socialt engagemang, till exempel Oliver Twist av Charles Dickens och Barnen från Frostmofjället av Laura Fitinghoff. Äventyr- och detektivromaner fick också stort fäste under den här tiden, med bland annat Erich Kästners bok Emil och detektiverna från 1932 och Enid Blytons Femböckerna i täten. Fabler och sagor blev också större under den här tiden, där böcker som Nalle Puh och Pelle Svanslös är bland de mest kända.

### Den moderna barnboken
Den moderna barnbokens historia i Sverige kan sägas ha börjat 1945, året då Astrid Lindgrens första bok om Pippi Långstrump gavs ut. Samma år debuterade den finlandssvenska författaren Tove Jansson (med boken Småtrollen och den stora översvämningen) och Lennart Hellsing (med Katten blåser i silverhorn). Martha Sandwall-Bergström fick förstapris i en barnbokstävling 1945 för att ha skrivit om Kulla-Gulla. Ett par år senare skrev Åke Holmberg Ture Sventon och Kastrullresan skrevs av Edith Unnerstad. Maria Gripe debuterade 1954 och kom att med sina tre böcker om Hugo och Josefin (1961–1966) samt Pappa Pellerins dotter (1963) och Glasblåsarns barn (1964) att etablera sig som ett de främsta namnen inom svensk barnlitteratur.

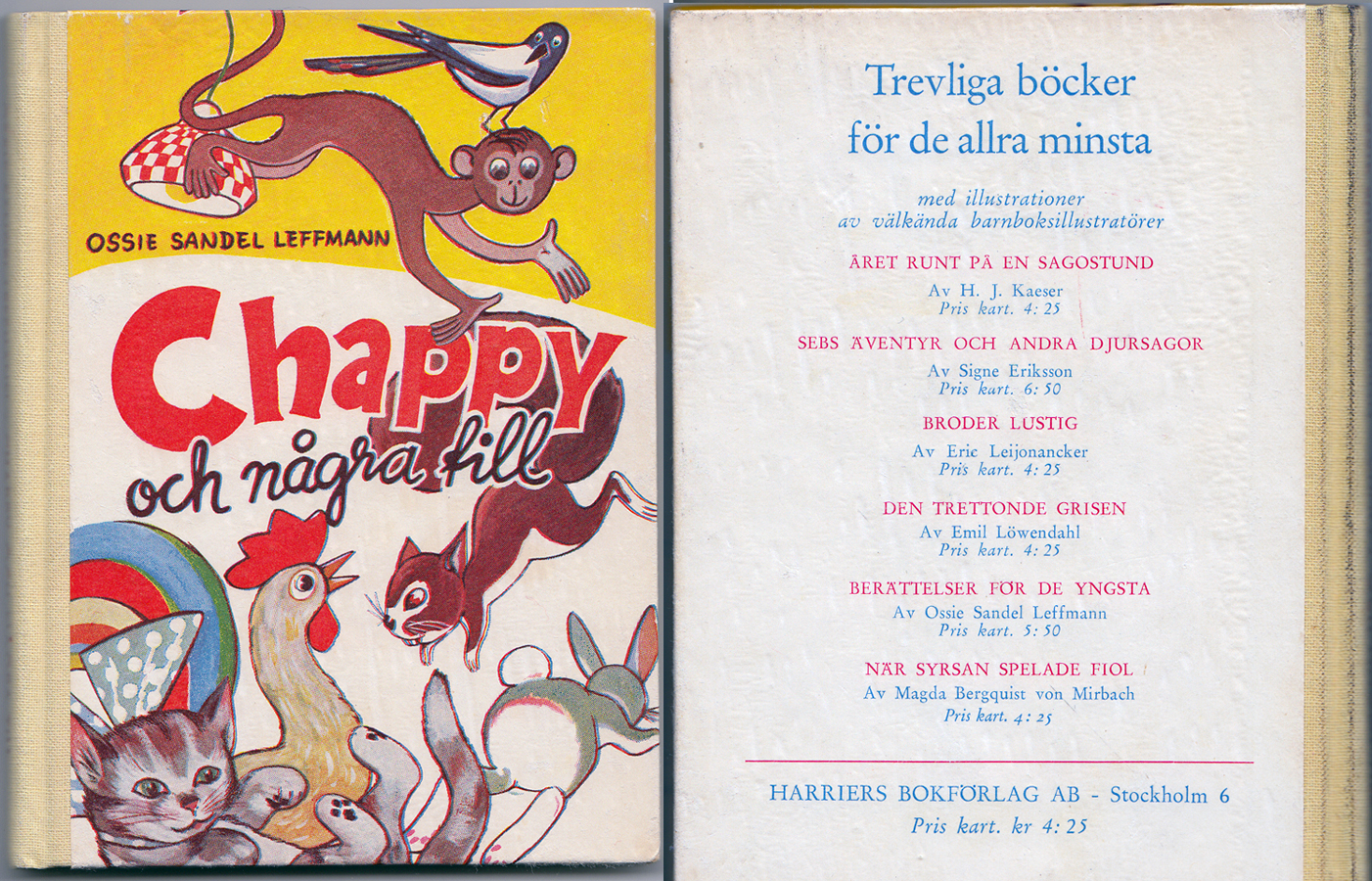
Omslag på en svensk barnbok från Harriers bokförlag 1956.

## Debatt om barnlitteratur
Det finns en debatt om vad som utgör barnlitteratur. Generellt omfattar termen både böcker som läses av barnen själva och böcker som anses vara 'lämpliga för barn' av auktoriteter, till exempel lärare, recensenter, forskare, föräldrar, bokförläggare, bibliotekarier och bokhandlare.

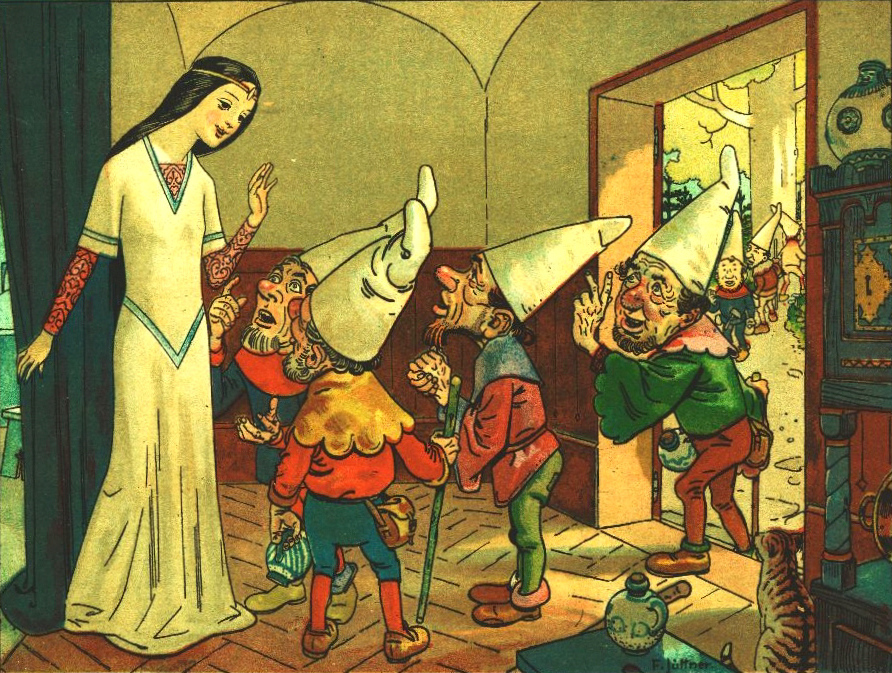
Snövit, skriven av Franz Jüttner.

En del menar att barnböcker är böcker skrivna speciellt för barn; emellertid är många böcker som från början var tänkta som vuxenböcker numera främst sedda som barnböcker. Exempel på detta är Mark Twains Prinsen och tiggargossen, Huckleberry Finns äventyr.
Motsatsen har också förekommit, där böcker som från början var menade som barnböcker har blivit betraktade som vuxenböcker. Här finns Philip Pullmans Bärnstenskikaren och Mark Haddons Den besynnerliga händelsen med hunden om natten; båda vann Costa Book Awards, ett pris som ofta tilldelas vuxenböcker. Nobelpriset i litteratur har också getts till författare som gjort stora tillskott till barnlitteraturen, som Selma Lagerlöf och Isaac Bashevis Singer.
Ofta nås inte konsensus om huruvida det är bäst att klassa en bok som en barnbok eller vuxenbok. Många böcker marknadsförs flera gånger, och ges ut i vuxenversion, barnversion och ungdomsversion. Gullivers resor är ett exempel på en ursprunglig vuxenbok där delar presenterats som barn- eller ungdomsbok.
Det finns ett par problem med begreppet barnlitteratur. Mycket av det som vanligtvis anses vara "klassisk" barnlitteratur talar till läsaren på flera nivåer, och den kan då avnjutas av både vuxna och barn. Till exempel kan många människor läsa om Alice i underlandet och Det susar i säven som vuxna och uppskatta detaljer och aspekter som de inte upptäckte när de läste boken som barn.
Ett exempel på andra svårigheter utgör Mark Twains bok Huckleberry Finns äventyr, där ordet nigger används rakt genom boken. Många känner att ordets rasistiska och diskriminerande bibetydelse gör det omöjligt att använda det någonstans – speciellt i en bok som är till för barn. Andra hävdar däremot att man förlorar poängen genom att kalla boken rasistisk; Huckleberry Finns äventyr var trots allt en av de första amerikanska böckerna där en svart person var porträtterad som en sympatisk huvudperson. Litteraturkritikern Peter Hollindale ger boken bifall för att den är en av de mest antirasistiska texterna genom tiderna, och T. S. Eliot kallade det ett mästerverk.
Föräldrar som vill försvara sina barn mot de olyckligare delarna av livet finner ofta de traditionella sagorna, barnrimmen och andra upptäcktsresor problematiska. Det första berättelserna ofta gör är att ta bort det vuxna inflytandet, och låta huvudfiguren lära sig att klara sig på egen hand. Framträdande exempel på detta är Snövit, Hans och Greta, Bambi och Syskonen Baudelaires olycksaliga liv. Många ser det här som nödvändigt för handlingen; trots allt är historiens poäng oftast barnens övergång mot vuxenlivet.

## Författare och konstnärer

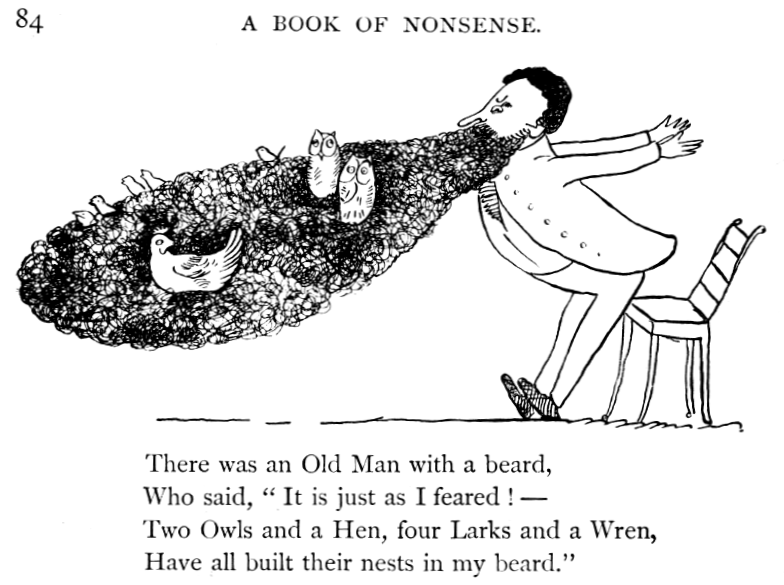
Edward Lear anses vara skaparen av nonsenslitteratur.

Många författare specialiserar sig på barnböcker. Andra är kända för sina vuxenböcker men har också skrivit barnböcker, som Alexej Nikolajevitj Tolstoj som har skrivit Buratinos äventyr och Carl Sandburg med Rootabaga Stories (i svensk översättning Sagor från Rotabagga). I vissa fall har böcker skrivna för vuxna, som till exempel Gullivers resor, blivit omarbetade något för att bli mer passande för barn.
En annan sorts barnlitteratur är texter skrivna av barn. Exempel på denna boktyp är The Young Visiters skriven av Daisy Ashford eller Juvenilia skriven av Jane Austen för att underhålla sina syskon.

## Priser
Priser som delas ut till barn- och ungdomslitteratur utgivna i Sverige på svenska.
- ALMA, delas ut till Astrid Lindgrens minne
- Augustpriset, Årets svenska barn- och ungdomsbok
- Elsa Beskow-plaketten, tilldelas till bästa svenska illustrerade barnboken eller bildbarnbok
- Svenska Akademiens pris för barn- och ungdomslitteratur